# Christchurch, Cambridgeshire
Christchurch är en by och en civil parish i Fenland i Cambridgeshire i England. Orten har 833 invånare (2011).